# Mauregard
Mauregard ist ein französischer Fernseh-Sechsteiler von Claude de Givray aus dem Jahre 1970 mit Richard Leduc, Claude Jade, Brigitte Auber, Michel Subor, Marc di Napoli. Das Familien-Epos erstreckt sich über 120 Jahre von 1849 bis 1969: Vier Generationen im Schloss Mauregard.

## Handlung
Es beginnt mit der Heimkehr des totgeglaubten Edelmannes Hippolyte de Mettray zu seiner Frau Anne-Marie und der gemeinsamen Tochter Léontine. Anne-Marie ist mit dem Landarzt Martin verlobt. Doch der reuige Abenteurer Hippolyte gewinnt Anne-Marie zurück. Gleichzeitig kauft er Mauregard, das Schloss seiner Ahnen zurück.
Zwanzig Jahre später will Hippolyte seinen Sohn Maxence mit Hélène, der reichen Tochter des benachbarten Marquis verheiraten. Doch Maxence ist verliebt in die Waise Françoise und verweigert die Geldheirat, die vor allem Mauregard erhalten soll. Françoise und Maxence werden in ihrem Kampf ausgerechnet von Hélène unterstützt.
Weitere zwanzig Jahre später – Hippolyte starb, ohne ein Testament zu hinterlassen – können Maxence und Françoise das Schloss kaum erhalten. Ebenfalls in der Familie sind Maxences Schwester Léontine und deren Mann Richard.
Eine weitere Generation später kehrt Maxences Neffe Charles-Auguste, Sohn von Léontine und Richard, aus dem Ersten Weltkrieg zurück. Zwei Frauen – Agnès und Elise – reißen sich um ihn.
Clément, der Sohn von Charles-Auguste und Elise, kämpft im Zweiten Weltkrieg mit seinem Großonkel Maxence für die Résistance gegen die deutschen Besatzer. 
Im letzten Teil kehrt Clément mit der jungen Carol aus Kanada zurück zum heruntergekommenen Mauregard.

## Hintergrund
Die Autoren Claude de Givray und Bernard Revon waren François Truffauts Co-Autoren bei Geraubte Küsse (1968) und Tisch und Bett (1970). Die Hauptdarstellerin beider Filme, Claude Jade, drehte zu jener Zeit sechs Monate in den USA bei Alfred Hitchcock Topas. In drehfreier Zeit übernahm sie die Rolle der Waise Françoise bei ihrer vertrauten „Filmfamilie“. Ihr Topas-Ehemann Michel Subor kehrte ebenfalls zwischenzeitlich nach Frankreich zurück und spielte den Charles-Auguste. Gedreht wurde in der Touraine. Während der Dreharbeiten zu Mauregard machte Truffaut am Drehort in der Touraine Claude Jade den Heiratsantrag.